# GSC3990-1129
GSC3990-1129 — хімічно пекулярна зоря спектрального класу A3, що має видиму зоряну величину в смузі V приблизно 10,1.